# 特雷·墨菲三世
肯尼斯·“特雷”·墨菲三世（英語：Kenneth "Trey" Murphy III，2000年6月18日—），是美国职业篮球运动员，目前效力于国家篮球协会（NBA） 的新奥尔良鹈鹕队。他在大学时期为莱斯大学和弗吉尼亚大学打过大学篮球。

## 早年生活和高中生涯
墨菲出生在北卡罗来纳州达勒姆，他的父母分别是小肯尼斯墨菲和阿尔贝达。他在卡瑞的卡里学院高中打球，在高中时，他场均可以得到24.7分和7.4个篮板，投篮命中率为49.4%，三分命中率为43.6%，罚球命中率为85.8%。2017年10月4日，墨菲承诺为莱斯大学打大学篮球。

## 大学生涯

### 莱斯大学
大一时，墨菲参出战了莱斯大学的全部32场比赛。他替补出场了31场，唯一的1次首发是在2019年3月对阵北卡罗来纳大学夏洛特分校的比赛。他大一赛季场均得到8.4分和2.6个篮板。他的三分球命中率（42.1%）在美国联盟（C-USA）中排名第四，场均投进三分数（2.0）排名第14，他的三分球命中率（42.1%）创造了学校新生的记录。 2019年1月26日，墨菲在对阵阿拉巴马大学伯明翰分校的比赛中得到莱斯大学生涯最高的24分并投入5个三分球，同时在罚球线上6投6中创下生涯新高。
大二时，墨菲为莱斯大学出战了32场比赛中的29场。他在其中的23场比赛中首发，而在剩余的6场比赛中替补出场。他以13.7分的场均得分位列全队第一，25场比赛得分上双，两次两双，并以六场得到20分的比赛带领球队赢得胜利。

### 弗吉尼亚大学
2020年3月30日，墨菲进入了转校流程，2020年4月14日，他转会至弗吉尼亚大学。  北卡罗来纳老乡，也是墨菲的朋友和未来的队友，賈斯汀·麥考伊（Justin McKoy）帮助将他招募到弗吉尼亚大学。但由于新冠疫情影响了大学篮球，墨菲并不用按照转校流程休学一年，反而直接获得了大三赛季的参赛资格。
替补出场的墨菲在巴布尔维尔联赛的赛季揭幕战中9投7中得到21分。2020年12月下旬，他首次在对阵威廉玛丽学院的比赛中首发，并开始了大三赛季剩余的比赛。此时，NBA球探将他视为选秀预测中前45名的新秀之一。大三赛季，他场均得到11.3分和3.4个篮板。在弗吉尼亚大学托尼·本内特教练的手下打出“50-40-90”的高效赛季后，墨菲宣布参加2021年NBA選秀，同时保留他的大学参赛资格。 2021年6月21日，墨菲宣布与一名经纪人签约，放弃了在弗吉尼亚大学的剩余参赛资格并结束大学生涯。

## 职业生涯
墨菲在2021年NBA選秀中以第17顺位被孟菲斯灰熊队选中，但随后被交易至新奥尔良鹈鹕队。  2021年8月10日，墨菲与鹈鹕队签约。 2022 年 1 月，他和队友纳吉·马歇尔被分配到鹈鹕队发展联盟的附属机构伯明翰中队锻炼。

## 职业统计

### NBA

#### 常规赛
| 賽季    | 球隊        | GP | GS | MPG  | FG%  | 3P%  | FT%  | RPG | APG | SPG | BPG | PPG |
| ------- | ----------- | -- | -- | ---- | ---- | ---- | ---- | --- | --- | --- | --- | --- |
| 2021–22 | New Orleans | 62 | 1  | 13.9 | .394 | .382 | .882 | 2.4 | .6  | .4  | .1  | 5.4 |
| Career  | Career      | 62 | 1  | 13.9 | .394 | .382 | .882 | 2.4 | .6  | .4  | .1  | 5.4 |

#### 季后赛
| 賽季   | 球隊        | GP | GS | MPG  | FG%  | 3P%  | FT%  | RPG | APG | SPG | BPG | PPG |
| ------ | ----------- | -- | -- | ---- | ---- | ---- | ---- | --- | --- | --- | --- | --- |
| 2022   | New Orleans | 6  | 0  | 20.0 | .409 | .474 | .800 | 2.5 | .5  | .5  | .2  | 5.2 |
| Career | Career      | 6  | 0  | 20.0 | .409 | .474 | .800 | 2.5 | .5  | .5  | .2  | 5.2 |

### 大学生涯
| 賽季    | 球隊     | GP | GS | MPG  | FG%  | 3P%  | FT%  | RPG | APG | SPG | BPG | PPG  |
| ------- | -------- | -- | -- | ---- | ---- | ---- | ---- | --- | --- | --- | --- | ---- |
| 2018–19 | Rice     | 32 | 2  | 20.6 | .442 | .421 | .725 | 2.6 | .7  | .5  | .5  | 8.4  |
| 2019–20 | Rice     | 29 | 23 | 30.2 | .434 | .368 | .824 | 5.5 | 1.2 | .9  | .6  | 13.7 |
| 2020–21 | Virginia | 25 | 20 | 29.6 | .503 | .433 | .927 | 3.4 | 1.2 | .8  | .4  | 11.3 |
| Career  | Career   | 86 | 45 | 26.4 | .455 | .401 | .819 | 3.8 | 1.0 | .7  | .5  | 11.0 |

## 个人生活
他的父亲肯尼斯从1986年到1988年期间在东卡罗来纳大学打大学篮球。墨菲叫“特雷”的原因是因为他的父亲叫“肯尼”，而他的祖父叫“肯”。